# Odontosciara inconspicus
Odontosciara inconspicus är en tvåvingeart som först beskrevs av Enrico Adelelmo Brunetti 1912.  Odontosciara inconspicus ingår i släktet Odontosciara och familjen sorgmyggor. Inga underarter finns listade i Catalogue of Life.